# Otherness (Alexisonfire)
Otherness è il quinto album in studio del gruppo musicale canadese Alexisonfire, pubblicato nel 2022.

## Tracce
1. Committed to the Con – 4:01
2. Sweet Dreams of Otherness – 4:44
3. Sans Soleil – 5:04
4. Conditional Love – 2:53
5. Blue Spade – 5:31
6. Dark Night of the Soul – 6:02
7. Mistaken Information – 4:48
8. Survivor's Guilt – 4:52
9. Reverse the Curse – 3:54
10. World Stops Turning – 8:16

## Formazione
- George Pettit – voce
- Dallas Green – voce, chitarra
- Wade MacNeil –  chitarra, voce
- Chris Steele – basso
- Jordan Hastings – batteria, percussioni